# ارتش دهم ایالات متحده آمریکا
ارتش دهم ایالات متحده آمریکا (انگلیسی: Tenth United States Army) آخرین فرماندهی در سطح ارتش میدانی بود که در خلال نبرد اقیانوس آرام در طول جنگ جهانی دوم تأسیس شد و شامل لشکرهایی از نیروی زمینی ایالات متحده آمریکا و سپاه تفنگداران دریایی ایالات متحده بود.
ستاد فرماندهی ارتش دهم در ژوئن ۱۹۴۴ در پرل هاربر، هاوایی با هدف اصلی تبدیل شدن به عنصر ستادی برای نیروهای زمینی حمله برنامه‌ریزی شده به تایوان (که در آن زمان با نام فورموسا شناخته می‌شد) تشکیل شد. پس از کنفرانسی در پرل هاربر در ماه ژوئیه بین رئیس جمهور فرانکلین دی. روزولت، ادمیرال چستر نیمیتز و ژنرال داگلاس مک‌آرتور، تصمیم گرفته شد که به جای تایوان به فیلیپین حمله شود. در نتیجه، ارتش دهم تا زمان حمله به اوکیناوا در آوریل ۱۹۴۵، ماموریت عملیاتی نداشت.